# Marthe Kim Song-im
Pour les articles homonymes, voir Sainte Marthe et Kim.
Marthe Kim Song-im (en coréen 김성임 마르타) est une laïque chrétienne coréenne, martyre et sainte, née en 1787 à  Pupyeong, province du Gyeonggi en Corée, morte décapitée le 24 mai 1839 à côté de Séoul.
Reconnue martyre et béatifiée en 1925 par le pape Pie XI, elle est solennellement canonisée à Séoul par Jean-Paul II le 6 mai 1984 avec 102 autres martyrs de Corée. 
Sainte Marthe Kim Song-im est fêtée le 24 mai et le 20 septembre.

## Biographie
Marthe Kim Song-im naît en 1787 à Pupyeong dans la province du Gyeonggi, en Corée. Elle est d'une famille non chrétienne. 
Elle épouse un homme au caractère abrupt et intransigeant. Elle n'est pas heureuse en ménage, leurs rapports sont difficiles. Elle se sépare de son mari et part vivre à Hanyang. Elle y rencontre un aveugle qui gagne sa vie en disant la bonne aventure, et elle vit avec lui.
Marthe Kim a plus de cinquante ans quand elle rencontre des voisins catholiques qui parlent de Dieu et de Jésus son Fils unique. Elle commence alors à croire en Dieu et grandit dans la foi. Sa vie avec un mari aveugle n'était pas facile, mais devient encore plus difficile lorsqu'il meurt subitement. 
Des catholiques viennent à son aide. Ensuite Marthe Kim travaille dans des familles catholiques pour rembourser leur aide. Pendant cette période, elle grandit encore dans la foi et regrette ses erreurs et son incapacité à supporter son premier mari. Elle traverse une dépression mais la surmonte par l'exemple des autres chrétiens et en prenant conscience de l'amour de Dieu.
Pendant les persécutions, elle décide avec trois autres femmes, Madeleine Yi Yong-hui, Thérèse Yi et Lucie Kim Nusia, de se livrer aux autorités pour témoigner de leur foi. Marthe Kim, comme les autres, est interrogée et sévèrement torturée, mais continue de témoigner sa foi sans la renier. Elles sont finalement condamnées à mort.
Marthe Kim Song-im est décapitée le 24 mai 1839 à l'extérieur de Séoul, à la Petite porte de l'Ouest,, avec les trois autres femmes et quatre autres catholiques.

## Canonisation
Marthe Kim Song-im est reconnue martyre par décret du Saint-Siège le 9 mai 1925 et ainsi proclamée vénérable. Elle est béatifiée (proclamée bienheureuse) le 5 juillet suivant par le pape Pie XI,.
Elle est canonisée (proclamée sainte) par le pape Jean-Paul II le 6 mai 1984 à Séoul en même temps que 102 autres martyrs de Corée,. 
Sainte Marthe Kim Song-im est fêtée le 24 mai, jour anniversaire de sa mort, et le 20 septembre, qui est la date commune de célébration des martyrs de Corée.